# Кречетало
Кречетало е музикален перкусионен инструмент от групата на идиофонните инструменти.
Първоначално думата означава онази дървена част във воденицата, която се удря о воденичния камък и разклаща коша над него, за да пада житото и да се мели. Поради подобието на звука, който издава, така се нарича и един вид дървена детска играчка, която издава сух, тракащ шум.
Кречеталото няма определен тон. Съставено е от основна ос, към която е прикрепено зъбно колело. Към оста са добавени една или няколко пластинки, които при въртене на колелото се удрят в зъбците му и издават тракащ звук. Изработва се обикновено от дърво.
По различно време в Европа са се употребявали големи и малки кречетала, които са използвани като детски играчки, за забавление обикновено по време на карнавали и даже като заместители на камбаните в манастирите както на Източната, така и на Западната християнски църкви. Кречеталото влиза в симфоничния оркестър чрез някои музикални композиции - „Тил Ойленшпигел“ на Рихард Щраус, „Римски пинии“ на Оторино Респиги и други. Най-често се използва в духовите оркестри.